# Sonu Sood
Sonu Sood (punjabi: ਸੋਨੂੰ ਸੂਦ, hindi: सोनू सूद, ur. 22 maja 1973) – indyjski aktor pochodzący z Pendżabu z radźputów grający w filmach realizowanych w języku hindi, telugu i tamilskim.

## Filmografia

### Aktor
- Król z przypadku (2008) - Lucky Singh
- Jodhaa Akbar (2008) – radźput książę Sujamal
- Mr Medhavi (2008) – Siddharth
- Poszukiwany (2005) – Malli
- Aashiq Banaya Aapne (2005) – Karan
- Super (2005) – Sonu
- Chandramukhi (2005) – Oomayan
- Sheesha (film) (2005) – Raj
- Siskiyaan (2005) – Dr. Vishwas
- Ayutha Ezhuthu (2004) – Gopal
- Kahan Ho Tum (2003) – Karan
- Zindagi Khoobsoorat Hai (2002) –
- Majunu (2001) –
- Boom (2003) –

### Producent
- Rockin' Meera (2006)